# Джеклін Лоренс
Джеклін Лоренс  (англ. Jacqui Lawrence, нар. 25 квітня 1982) — австралійська веслувальниця, олімпійська медалістка.

## Виступи на Олімпіадах
| Олімпіада  | Дисципліна                | Місце |
| ---------- | ------------------------- | ----- |
| Пекін 2008 | байдарка-одиночка, слалом | 2     |